# 郭麟孙
郭麟孫（?—?），字祥卿，吳縣（今江苏苏州）人。
工於詩，与龚璛、袁易为“吴中三君子”，曾为袁易《静春堂诗集》作序。早年曾任镇江淮海书院山长，後在錢塘擔任吏員，官至录事司判官。晚年回到吳縣，卒於里。麟孫著有《群卿集》。